# Vanuatu aux Jeux olympiques d'été de 1996
Vanuatu participe aux Jeux olympiques d'été de 1996 à Atlanta aux États-Unis. Il s'agit de sa 3e participation à des Jeux d'été.

## Athlétisme
Hommes
- 1 500 m - Tawai Keiruan : 4 min 02 s 78 au 1er tour. Il ne se qualifie pas pour le tour suivant.

Femmes
- 400 mètres haies - Mary-Estelle Mahuk : 58 s 68 au 1er tour. Elle ne se qualifie pas pour le tour suivant.